# Woody Campbell
Ralph Woodrow Campbell, detto Woody (Tillsonburg, 31 gennaio 1925 – Tillsonburg, 19 novembre 2004), è stato un cestista canadese.

## Carriera
Ha disputato con il Canada i giochi olimpici del 1952, segnando 32 punti in 5 partite.